# Protocolo de resolución de direcciones inverso
El protocolo de resolución de direcciones inverso (en inglés Reverse Address Resolution Protocol, RARP) es un protocolo de comunicaciones utilizado para resolver la dirección IP de una dirección hardware dada (como una dirección Ethernet).
RARP está descrito en el RFC 903.
El Address Resolution Protocol (ARP) o protocolo de resolución de direcciones realiza la operación inversa y se encuentra descrito en el RFC 826.

## Limitaciones y desventajas
La principal limitación, cada dirección MAC tenía que ser configurada manualmente en un servidor central y se limitaba solo a la dirección IP, dejando otros datos como la máscara de subred, puerta de enlace y demás información que tenían que ser configurados específicamente.
Otra desventaja de este protocolo: utiliza como dirección destino, evidentemente, una dirección MAC de difusión para llegar al servidor RARP. Sin embargo, una petición de ese tipo no es reenviada por el router del segmento de subred local fuera de la misma, por lo que este protocolo, para su correcto funcionamiento, requiere de un servidor RARP en cada subred.
Posteriormente, el uso del protocolo Bootstrap (BOOTP) dejó obsoleto el RARP porque funciona con paquetes del User Datagram Protocol (UDP), que se reenvían a través de los routers (eliminando la necesidad de disponer de un servidor RARP en cada subred) y, además, BOOTP ya tiene un conjunto de funciones mayor, que permite obtener más información y no solamente la dirección IP.